# Dactulomastax gracilipes
Dactulomastax gracilipes är en insektsart som beskrevs av Marius Descamps 1971. Dactulomastax gracilipes ingår i släktet Dactulomastax och familjen Euschmidtiidae. Inga underarter finns listade i Catalogue of Life.